# Zellerhut
Zellerhut (właściwie: Grosser Zellerhut) – szczyt w Ybbstaler Alpen (fragment Północnych Alp Wapiennych),  o wysokości 1639 m n.p.m., położony 9 km na zachód od miasteczka Mariazell.  Stanowi najwyższy punkt równoleżnikowo zorientowanej grani, w której znajdują się kolejno idąc od wschodu szczyty Vordere Zellerhut 1629 m n.p.m., Huttenkogel 1473 m n.p.m., Mittel Zellerhut 1586 m n.p.m. oraz najwyższy Grosser Zellerhut 1639 m n.p.m.  Przez wierzchołek Grosser Zellerhut przechodzi granica administracyjna między austriackimi landami Dolna Austria i Styria.  

## Geologia
Całe pasmo leży w obrębie Północnych Alp Wapiennych. Jego północne stoki zbudowane są z dolomitów dachsteinskich, natomiast południowe z wapieni dachsteinskich. Pokrywa je w dużej części las świerkowy, w okolicach wierzchołków mocno przerzedzony. Północne i południowe stoki grani są dość strome. 

## Turystyka
Całe pasmo oraz najwyższy szczyt Grosse Zellerhut są łatwo dostępne.  Z głównego wierzchołka roztacza się panorama obejmująca Ybbstaler Alpen, Hochschwabgruppe oraz Totes Gebirge.  Punktem wyjścia jest przysiółek Grünau 838 m n.p.m., położony 6 km na zachód od Mariazell i dostępny asfaltową szosą. Na główny szczyt prowadzą stąd dwie ścieżki.  
Jedna z nich, dłuższa, biegnie początkowo na pd-wsch. doliną Rengraben osiągając grań na wschód od wierzchołka szczytu Feldhutl 1434 m n.p.m. Stąd cały czas granią w kierunku zachodnim kolejno przez szczyty Feldhutl, Oischingkogel 1606 m n.p.m., Vordere Zellerhut 1629 m n.p.m., Hüttenkogel 1473 m n.p.m., Mittel Zellerhut 1586 m n.p.m. na najwyższy wierzchołek Grosser Zellerhut 1639 m n.p.m. - czas przejścia: około 5 h. 
Druga, krótsza ścieżka, zalecana raczej do zejścia, biegnie początkowo na pd-zach. doliną Seewirtgraben osiągając grań w pobliżu przełączki między Hüttenkogel i Mittel Zellerhut.  Stąd granią w kierunku zachodnim na najwyższy wierzchołek Grosser Zellerhut 1639 m n.p.m. - czas przejścia: około 3 h. 
Łączne przejście całej trasy stanowi całodniową wycieczkę, którą można odbyć przy okazji zwiedzania słynnego sanktuarium maryjnego w Mariazell.  

## Mapy
- Kompass Wanderkarte, No. 212, Hochschwab - Mariazell, 1:35000, Innsbruck, (2007).
- Geologische Karte der Republik Österreich, 1:50.000, Blatt 72, Mariazell, Geologische Bundesanstalt, Wien, (1997).

## Literatura
- Josef Steffan, Werner Tippelt: Ybbstaler Alpen, Bergverlag Rudolf Rother, München, (1977).
- Adolf Mokrejs: Die Wiener Hausberge - Wanderungen und Touren vom Wienerwald bis zum Gesäuse, 2. Auflage, Verlag Kremayr & Scheriau, (1993).